# Juan Francisco Echauri
Juan Francisco María de Echauri (Salta, 1792 - Salta, 1828) fue un militar argentino que participó en la guerra de la independencia y en la guerra civil de su país.

## Biografía
Estudió en un colegio religioso de la ciudad de Salta y se enroló en la milicia local.
Se unió al Ejército del Norte poco antes del Éxodo Jujeño, y luchó en Las Piedras, Tucumán, Salta, Vilcapugio, Ayohuma y Sipe Sipe.
Fue edecán del gobernador de Tucumán, Bernabé Aráoz.
En 1819 formaba parte de la guarnición del Ejército de Norte que permanecía en Tucumán, mientras el grueso del mismo participaba de la guerra civil. En noviembre de 1819 secundó a Abraham González en la revolución que repuso en el poder a Aráoz, ahora como caudillo federal.
Fue nuevamente edecán de Aráoz y en febrero de 1820 éste lo nombró teniente de gobernador de Santiago del Estero, que aún dependía de Tucumán. Menos de dos meses más tarde, fue derrocado por el coronel Juan Felipe Ibarra – federal también, pero enemigo de Aráoz – que se hizo nombrar gobernador autónomo.
Regresó a Tucumán y ayudó al gobernador a defenderse del ejército salteño de Güemes. Poco después, Aráoz era derrocado por González. En enero de 1822, derrocó al general González y lo expulsó hacia Buenos Aires, colocando en el poder a Diego Aráoz.
Ese mismo año, la ciudad de Tucumán fue atacada por tropas santiagueñas y por los tucumanos del general Gerónimo Zelarayán, pero Echauri evitó que fuera tomada, atrincherándose en el Cabildo. Luchó del lado de Aráoz en la larga guerra civil que siguió.
Tras la ejecución de Araóz, en 1824 se trasladó a Salta. Dos años más tarde participó en la revolución contra el gobernador Arenales, tal vez porque era quien había entregado a Aráoz a sus verdugos.